# Campeonato Argentino de Futebol de 1961
O Campeonato Argentino de Futebol de 1961 foi a trigésima primeira temporada da era profissional da Primeira Divisão do futebol argentino. O certame foi disputado em dois turnos de todos contra todos, entre 16 de abril e 3 de dezembro de 1961. O Racing Club sagrou-se campeão argentino, pela décima quarta vez.

## Participantes
| Equipe             | Cidade          |
| ------------------ | --------------- |
| Argentinos Juniors | Buenos Aires    |
| Atlanta            | Buenos Aires    |
| Boca Juniors       | Buenos Aires    |
| Chacarita Juniors  | Villa Maipú     |
| Estudiantes        | La Plata        |
| Ferro Carril Oeste | Buenos Aires    |
| Gimnasia y Esgrima | La Plata        |
| Huracán            | Buenos Aires    |
| Independiente      | Avellaneda      |
| Lanús              | Lanús           |
| Los Andes          | Lomas de Zamora |
| Racing Club        | Avellaneda      |
| River Plate        | Buenos Aires    |
| Rosario Central    | Rosário         |
| San Lorenzo        | Buenos Aires    |
| Vélez Sarsfield    | Buenos Aires    |

## Classificação final
| Pos | Equipes               | J  | V  | E  | D  | GM | GS | Pts |
| --- | --------------------- | -- | -- | -- | -- | -- | -- | --- |
| 1   | Racing Club           | 30 | 19 | 9  | 2  | 68 | 39 | 47  |
| 2   | San Lorenzo           | 30 | 16 | 8  | 6  | 56 | 35 | 40  |
| 3   | River Plate           | 30 | 15 | 8  | 7  | 53 | 30 | 38  |
| 4   | Atlanta               | 30 | 13 | 11 | 6  | 49 | 34 | 37  |
| 5   | Boca Juniors          | 30 | 14 | 7  | 9  | 57 | 33 | 35  |
| 6   | Independiente         | 30 | 12 | 9  | 9  | 46 | 40 | 33  |
| 7   | Vélez Sársfield       | 30 | 10 | 11 | 9  | 43 | 38 | 31  |
| 7   | Chacarita Juniors     | 30 | 12 | 7  | 11 | 49 | 53 | 31  |
| 9   | Gimnasia y Esgrima LP | 30 | 12 | 4  | 14 | 56 | 53 | 28  |
| 10  | Huracán               | 30 | 7  | 11 | 12 | 43 | 51 | 25  |
| 11  | Argentinos Juniors    | 30 | 10 | 4  | 16 | 42 | 56 | 24  |
| 12  | Lanús                 | 30 | 7  | 10 | 13 | 36 | 59 | 24  |
| 13  | Rosario Central       | 30 | 7  | 9  | 14 | 54 | 69 | 23  |
| 14  | Estudiantes LP        | 30 | 4  | 14 | 12 | 29 | 47 | 22  |
| 15  | Ferro Carril Oeste    | 30 | 8  | 5  | 17 | 38 | 55 | 21  |
| 15  | Los Andes             | 30 | 10 | 1  | 19 | 38 | 65 | 21  |

|  |          |
|  | Campeão. |

## Premiação
| Campeonato Argentino de Futebol de 1961 |
| --------------------------------------- |
| Racing Club Campeão (14° título)        |

## Goleadores
| Jogador | Jogador             | Gols | Equipe                  |
| ------- | ------------------- | ---- | ----------------------- |
|         | José Sanfilippo     | 26   | San Lorenzo             |
|         | Luis Artime         | 25   | Atlanta                 |
|         | Paulo Valentim      | 24   | Boca Juniors            |
|         | Diego Bayo          | 19   | Gimnasia y Esgrima (LP) |
|         | Juan Carlos Lallana | 16   | Lanús                   |